# Tagesbaustelle

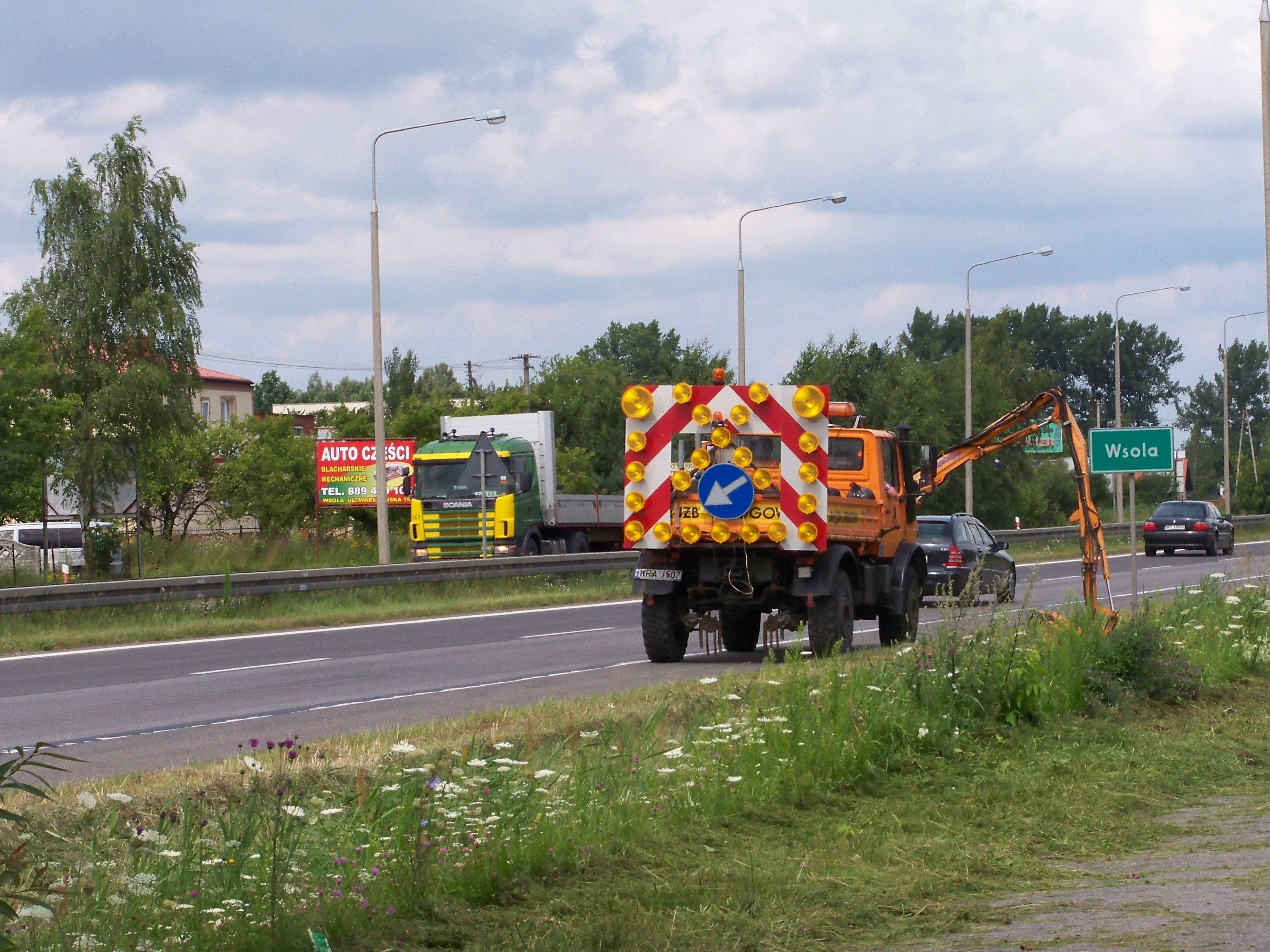
Grünpflege als Beispiel für eine Tagesbaustelle

Fahrbare Absperrtafel nach der Straßenverkehrsordnung (StVO) von 1970

Eine Tagesbaustelle (fachsprachlich Arbeitsstelle von kürzerer Dauer) ist eine Arbeitsstelle an einer Straße, die in der Regel bei Tageslicht eingerichtet, betrieben und wieder geräumt wird und nur über eine begrenzte Stundenzahl besteht. Die Absicherung erfolgt daher mit geringem Absperr- und Beschilderungsaufwand. Es handelt sich auch dann um eine Tagesbaustelle, wenn die Baumaßnahme über mehrere Tage besteht, aber die Arbeitsstelle jeden Abend geräumt wird. Dauert die Arbeitsstelle länger als einen Kalendertag, so handelt es sich um eine Dauerbaustelle, fachsprachlich Arbeitsstelle von längerer Dauer.
Arbeitsstellen von kürzerer Dauer sollten nicht zur Spitzenzeit im Berufsverkehr betrieben, sondern in der verkehrsschwachen Zeit vorgenommen werden. Ebenso ist ein Betrieb während der Dunkelheit nur auf Notmaßnahmen zu beschränken. Die Absicherung erfolgt je nach Größe und Lage der Arbeitsstelle mit Leitkegeln und fahrbarer Absperrtafel sowie gegebenenfalls mit Vorwarneinrichtungen.

## Unterscheidung
Tagesbaustellen lassen sich folgendermaßen unterscheiden:
- Kurzzeitig stationäre Arbeitsstellen, beispielsweise Unterhaltungsarbeiten an Fahrbahn oder Straßenausstattung
- Bewegliche Arbeitsstellen, so genannte Wanderbaustellen, beispielsweise Reinigungs-, Grünpflege- oder Markierungsarbeiten
- Vermessungsarbeiten im Straßenraum

## Normen und Standards
Deutschland
- Richtlinien für die Sicherung von Arbeitsstellen an Straßen (RSA)

Österreich
- RVS 05.05.40 ff. - Baustellenabsicherung

Schweiz
- SN 640 885c - Signalisation von Baustellen auf Autobahnen und Autostrassen
- SN 640 886 - Temporäre Signalisation auf Haupt- und Nebenstrassen
- SN 640 886p - Temporäre Signalisation auf Haupt- und Nebenstrassen